# Hulsterhofke
Het Hulsterhofke is een museum annex café, gelegen aan Hulsterweg 154 te Hulst, bij Tessenderlo.
In het museum wordt een uitspanning getoond zoals die begin 19e eeuw eruitzag. Er is een koelinstallatie met ijsblokken, allerlei cafémateriaal en reclamemateriaal uit de 19e eeuw, en een dansorgel uit 1850.
Naast het museumgedeelte bezit het pand nog twee cafés die als zodanig in gebruik zijn, met interieurs uit respectievelijk 1920 en 1950.